# Prințesa Fiona
Prințesa Fiona este un personaj fictiv din filmul de animație Shrek, realizat de studiourile DreamWorks Animation Studios în anul 2001. 

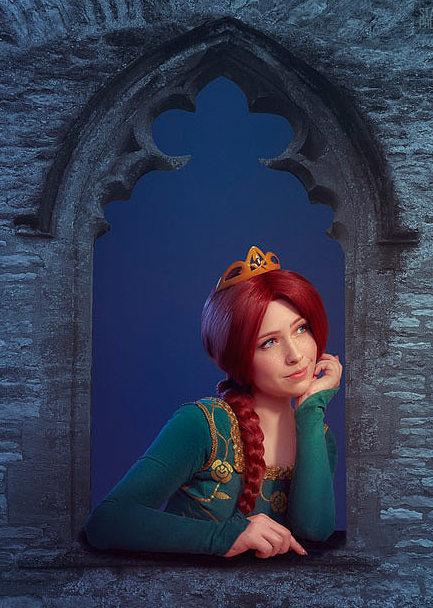
femeie în costumul prințesei Fiona

Vocea Fionei aparține actriței Cameron Diaz.